# Leonel Reyes
Leonel Alfredo Reyes Saravia (La Paz, 18 de noviembre de 1976) es un exfutbolista y actual entrenador boliviano. Actualmente dirige a Proyecto Latín Cross. Como jugador se desempeñó como centrocampista y su último equipo fue The Strongest. Fue internacional con la selección boliviana.

## Clubes

### Como jugador
| Club           | País    | Año         |
| -------------- | ------- | ----------- |
| Iberoamericana | Bolivia | 2000 - 2003 |
| Bolívar        | Bolivia | 2004 - 2010 |
| The Strongest  | Bolivia | 2011 - 2012 |